# Ptačí ostrov (Bubeneč)
Ptačí ostrov (též Skryptí, Povodňový, nebo Trejbalův) je malý a doposud oficiálně nepojmenovaný pražský vltavský ostrov o rozměrech cca 60 × 10 m. Nachází se v Praze 6-Bubenči mezi Císařským ostrovem a zoologickou zahradou, těsně při hranici se sousední městskou částí Praha-Troja. Je tvořen štěrkopískovým říčním sedimentem a pokryt náletovou vegetací.

## Historie
Periodicky zaplavovaná souš se v místech Ptačího ostrova vyskytovala již ve 30. letech 20. století; v místě je odolné podloží a mělčina.

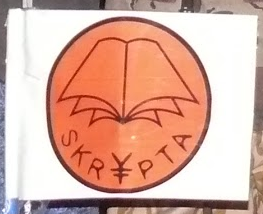
Provizorní skryptí vlajka, která byla na Skryptím ostrově vztyčena při jeho objevení

Ostrov vznikl při povodních v roce 2002, kdy došlo k usazení zejména štěrkových naplavenin v mělké části koryta Vltavy a vzniku ostrova přibližně ve stávajících rozměrech. Během povodní v roce 2013 se ostrov výrazně rozšířil na rozsah přibližně 180 × 30 m a byl téměř spojen s pravým břehem Vltavy. V tomto období vzbudil zájem iniciativy Neolokator.cz s představitelem Janem Trejbalem, který ostrov zmapoval a usiloval o jeho oficiální uznání a zápis do katastrálních map. Stal se také cílem rekreačních aktivit pražských skautů.
V průběhu roku 2014 byl státním podnikem Povodí Vltavy odbagrován nános z povodně roku 2013 jako povodňová škoda. Ponechána byla pouze úzká nejvýše položená část ostrova pro nocování ptáků.

## Stav a využití
Ostrov je zarostlý nízkou vegetací a je pravidelným nocovištěm vodních ptáků, zejména velkých racků a kormoránů. Je dosažitelný broděním z cyklostezky vedoucí podél pravého břehu Vltavy. Ostrov sice není zakreslen v katastrálních mapách, ale v lednu 2016 byl přidán do databáze ZABAGED. Stal se vzorem pro další ostrůvky, které by měly v oblasti Tróji v budoucnu vznikat.

## Recesistické obsazení ostrova skauty

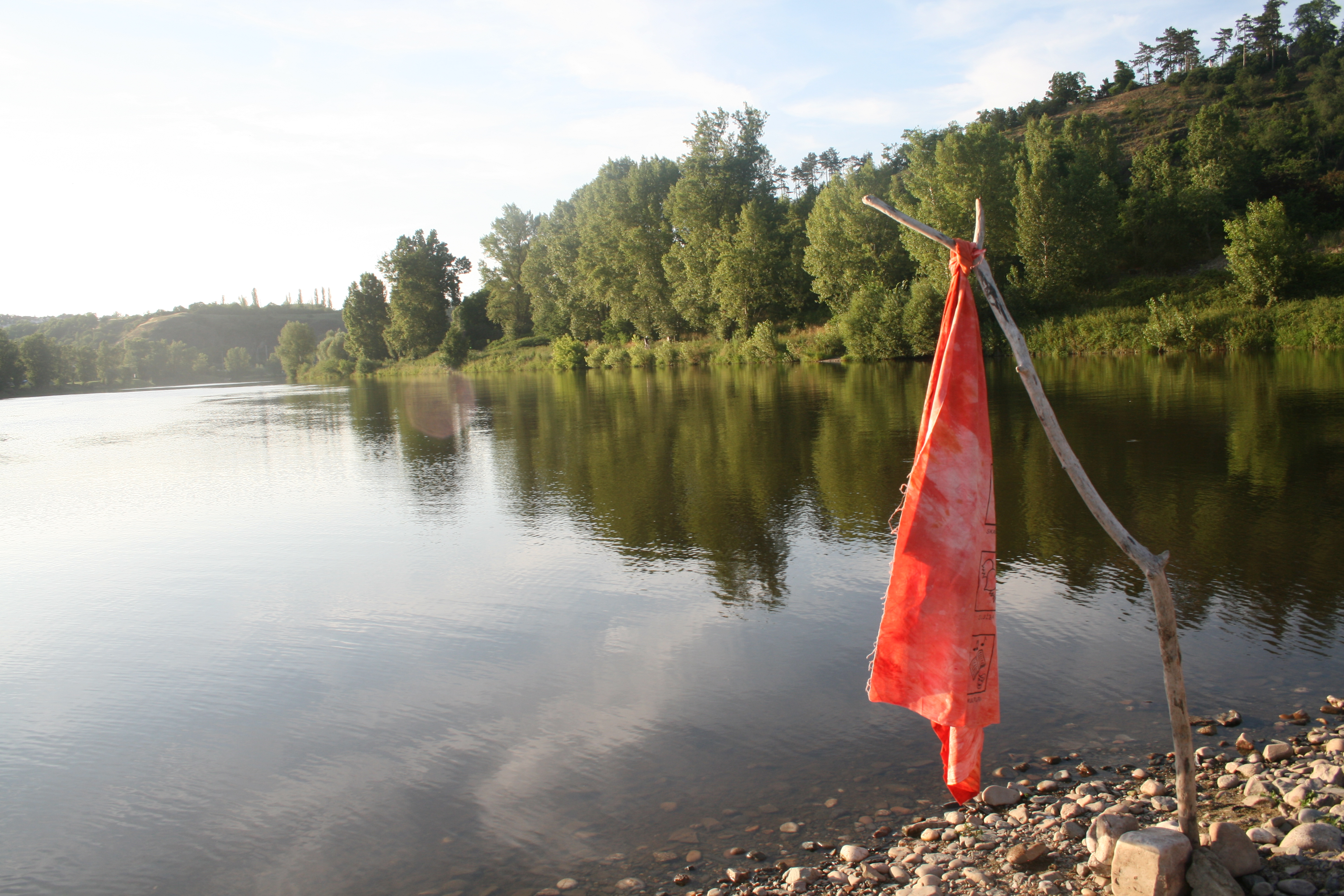
Vlajka vysokoškolského roverského kmene Skrypta deklarující přivlastnění ostrova

Dne 29. 11. 2013 objevil ostrov skautský vysokoškolský roverský kmene Skrypta. Jeho členové přepluli na ostrov a vztyčili zde vlajku. Vzhledem k tomu, že ostrov nebyl do té doby pojmenován, začali mu říkat „skryptí ostrov“ a pojali ho za vlastní dobyté území a začali ho využívat. Každoročně se zde schází na rituální schůzce, kterou zakončují činnost v letním semestru a na dalších kulturních akcích. Na ostrově se též konají významná setkání jako je například předávání vedení roverského kmene. Postupem času ostrov získal pojmenování Skryptí ostrov z důvodu četnosti těchto akcí.

## Další názvy

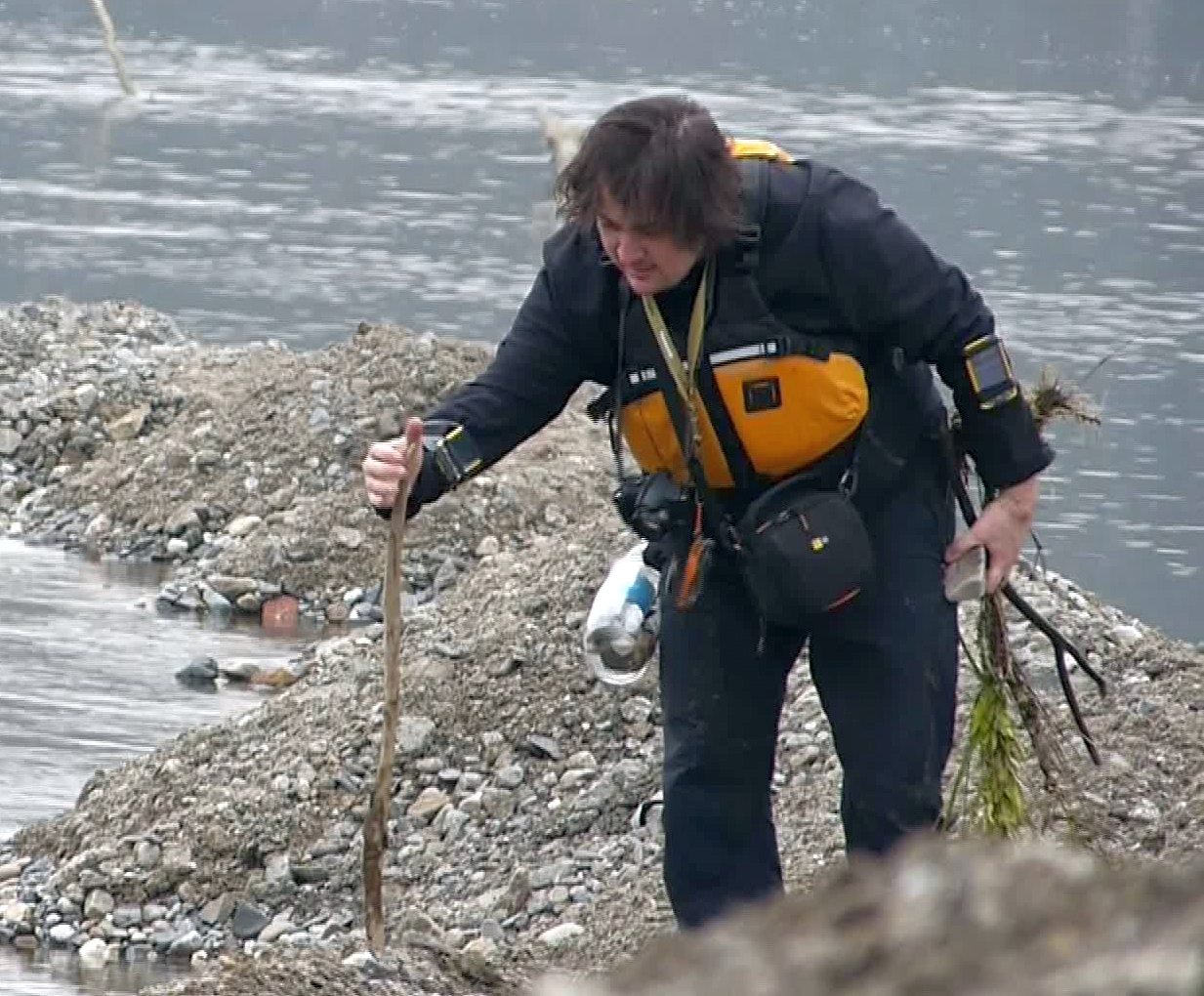
Jan Trejbal při lokaci nového pražského ostrova v roce 2014.

- Skryptí[1]
- Povodňový[12]
- Trejbalův[2]